# Клавердаль, Стефан
Стефан Клавердаль (швед. Stefan Klaverdal, 7 марта 1975, Стокгольм) — шведский композитор.

## Биография
Окончил Академию музыки в Мальмё (2003), специалист по вокальной и электронной музыке. Сотрудничает с представителями других искусств (балет, кино). Произведения композитора активно исполняют в различных странах мира.

## Избранные сочинения
- Беседы для электроакустики (2003)
- Иуда, оратория для рассказчика, тенора, баритона, смешанного хора, органа и компьютера (2003—2004)
- Песни безумия, экспериментальная мини-опера (2004—2008)
- Страсть Эвридики для скрипки, фортепиано и электроники (2005)
- Образ человеческий для одноименного фильма-балета Клары Элениус (2005)
- Bonorum Summum Omnium для сопрано, компьютера и оркестра (2007)
- Святое семейство для струнного квартета и компьютера (2007—2008)
- Живая вода для детского и смешанного хора, перкуссии, органа и компьютера (2009)
- Один из семи ангелов для бас-кларнета и компьютера (2010)

## Педагогическая деятельность
Преподает в alma mater и в Художественной академии Мальмё.

## Признание
Первая премия на Международном конкурсе электроакустической музыки в Бурже (2006, 2008). В 2008 Церковь Швеции заказала композитору ораторию на тему крещения, он написал её на стихи Кристины Фалькенланд (Живая вода, 2009).